# Get Ed
Get Ed è un cartone animato statunitense-canadese prodotto dalla Jetix Animation Concepts e distribuito dalla Disney Television Animation in associazione con la Buena Vista International Television. È stato trasmesso su Jetix dal 2 ottobre 2006 e in seguito in chiaro su Rai 2 dal 29 giugno 2009 all'interno di Cartoon Flakes.

## Trama
La storia racconta di Ed, un ragazzo "elettro-geneticamente" potenziato il quale lavora per le Dojo Deliveries, un corriere situato nella città futuristica di Progress City. L'eroe fa uso delle sue abilità di cyber detective per contrastare il furto di identità e altri crimini basati sempre sui dati personali delle persone. Ed e i suoi amici, anche loro corrieri, Burn, Deets, Fizz e Loogie (quest'ultimo accompagnato dal suo pupazzo Dr. Pinch), aiutati dal loro mentore, Ol’ Skool, devono combattere contro il malvagio Bedlam, un industriale che ha preso controllo di una parte significativa di Progress City, utilizzando le informazioni rubate a suo favore oppure cercando di distruggere direttamente i suoi avversari.

## Episodi
1. Slammer
2. Sunblock
3. Omnirex
4. Torch
5. Z3R0
6. Bio Trap
7. Optigogs
8. Fizzled
9. Neo-Dermis
10. Perspectives
11. Momentum
12. Grim Tech
13. Static
14. Static
15. Omnis
16. Procedures
17. Trashed
18. Wi-Fi
19. Basics
20. Klowned
21. Monument
22. Locked
23. ZG
24. Dilemma
25. Ex-Machina
26. Ex-Machina

## Doppiaggio
| Personaggio      | Doppiatore originale | Doppiatore italiano |
| ---------------- | -------------------- | ------------------- |
| Ed               | Lyon Smith           | Gabriele Patriarca  |
| Loogie/Dr. Pinch | Peter Cugno          | Leonardo Graziano   |
| Kora             | Jennifer Dale        |                     |
| Ol'Skool         | Tony Daniels         |                     |
| Deets            | Megan Fahlenbock     |                     |
| Burn             | L. Dean Ifill        |                     |
| Fizz             | Bailey Stocker       |                     |
| Bedlam           | Jamie Watson         |                     |
| Dweelz           | Antonio Rosato       | Francesco Cavuoto   |
| DNA              |                      | Ivan Andreani       |

## Distribuzione internazionale
- Jetix, Rai 2
- Jetix, TVE2
- Jetix
- Jetix, RTL II[3]